# Publicación digital
Publicación digital es aquella obra cuyo formato, almacenamiento y distribución está basado en medios digitales y electrónicos. Existen una gran variedad de ellas y cubre las de su versión en papel y variantes digitales: revistas, periódicos, blogs, libros, etc.
Pueden estar contenidas en distintos soportes que pueden ser leídos por medios electrónicos: USB, CD-ROM, DVD, HTML.
Existen aquellas publicaciones digitales que son versiones completas de la impresa, otras complementarias (con información que no existe en su versión en papel) o bien que no tiene antecedentes en impreso.